# 대수선의범위
대수선의범위는 건축물의 내력벽(耐力壁), 기둥, 보 등의 구조나 외부 형태를 수선·변경하거나 증설 또는 해체하거나 수선 또는 변경을 말한다.
아래 내용에서 어느 하나에 해당하는 것으로서 증축이나 개축(改築)인 또 재축(再築)에 해당하지 아니하는 것을 말한다.
1. 내력벽을 증설 또는 해체하거나 그 벽면적을 30제곱미터 이상 수선·변경하는 것
2. 기둥을 증설 또는 해체하거나 3개 이상 수선·변경하는 것
3. 보를 증설 또는 해체하거나 3개 이상 수선·변경하는 것
4. 지붕틀(한옥의 경우에는 지붕틀의 범위에서 서까래는 제외)을 증설 또는 해체하거나 3개 이상 수선·변경하는 것
5. 방화벽 또는 방화구획을 위한 바닥 또는 벽을 증설 또는 해체하거나 수선·변경하는 것
6. 주계단·피난계단 또는 특별피난계단을 증설 또는 해체하거나 수선·변경하는 것
7. 미관지구에서 건축물의 외부형태(담장 포함)를 변경하는 것
8. 다가구주택의 가구 간 경계벽 또는 다세대주택의 세대 간 경계벽을 증설 또는 해체하거나 수선·변경하는 것
9. 건축물의 외벽에 사용하는 마감재료(법 제52조제2항에 따른 마감재료를 말한다)를 증설 또는 해체하거나 벽면적 30제곱미터 이상 수선·변경하는 것

## 관련법령
「건축법」 제2조, 시행령 제3조의2